# Papilio mangoura
Papilio mangoura är en fjärilsart som beskrevs av William Chapman Hewitson 1875. Papilio mangoura ingår i släktet Papilio och familjen riddarfjärilar. IUCN kategoriserar arten globalt som sårbar. Inga underarter finns listade i Catalogue of Life.

## Bildgalleri

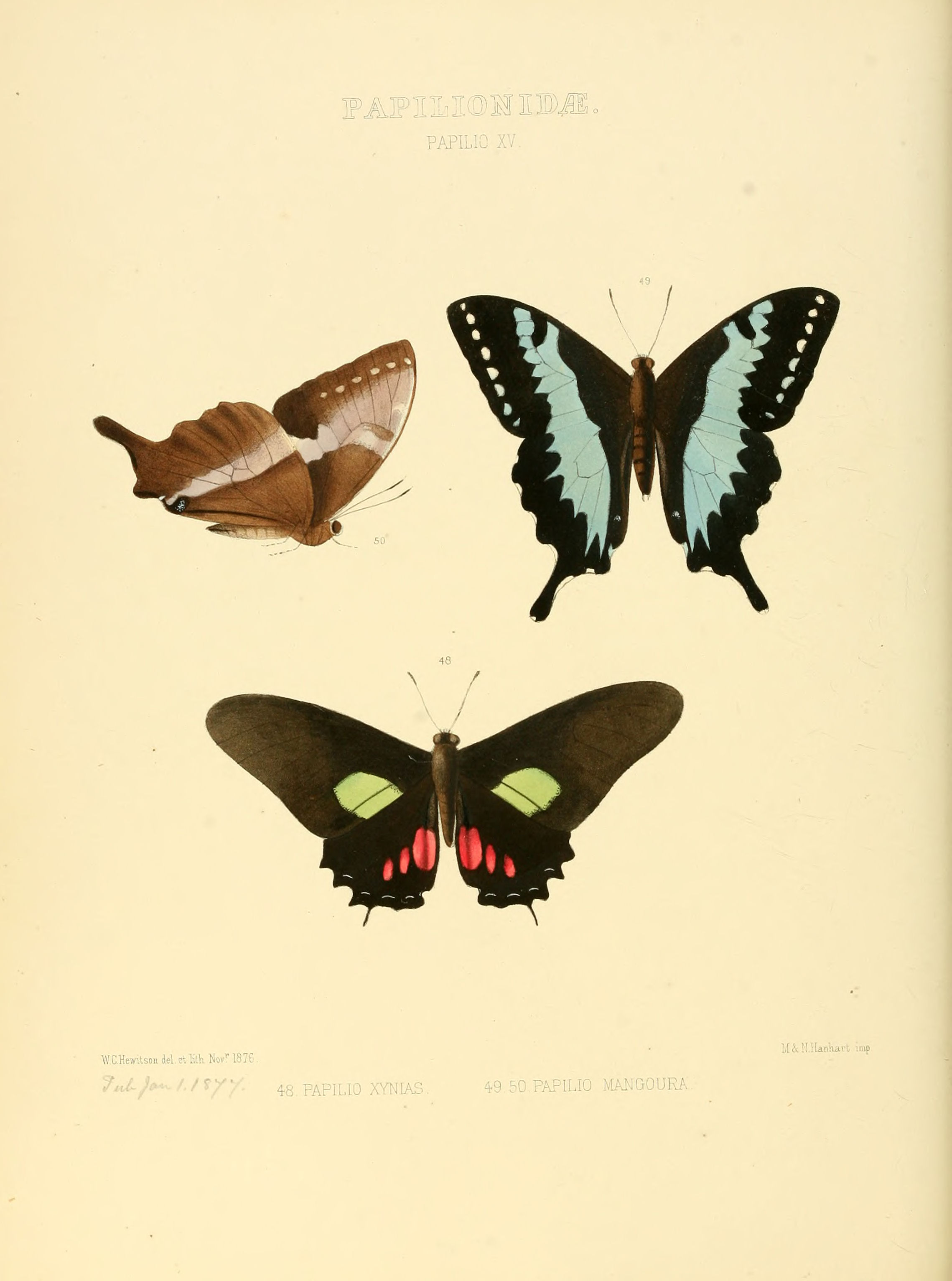
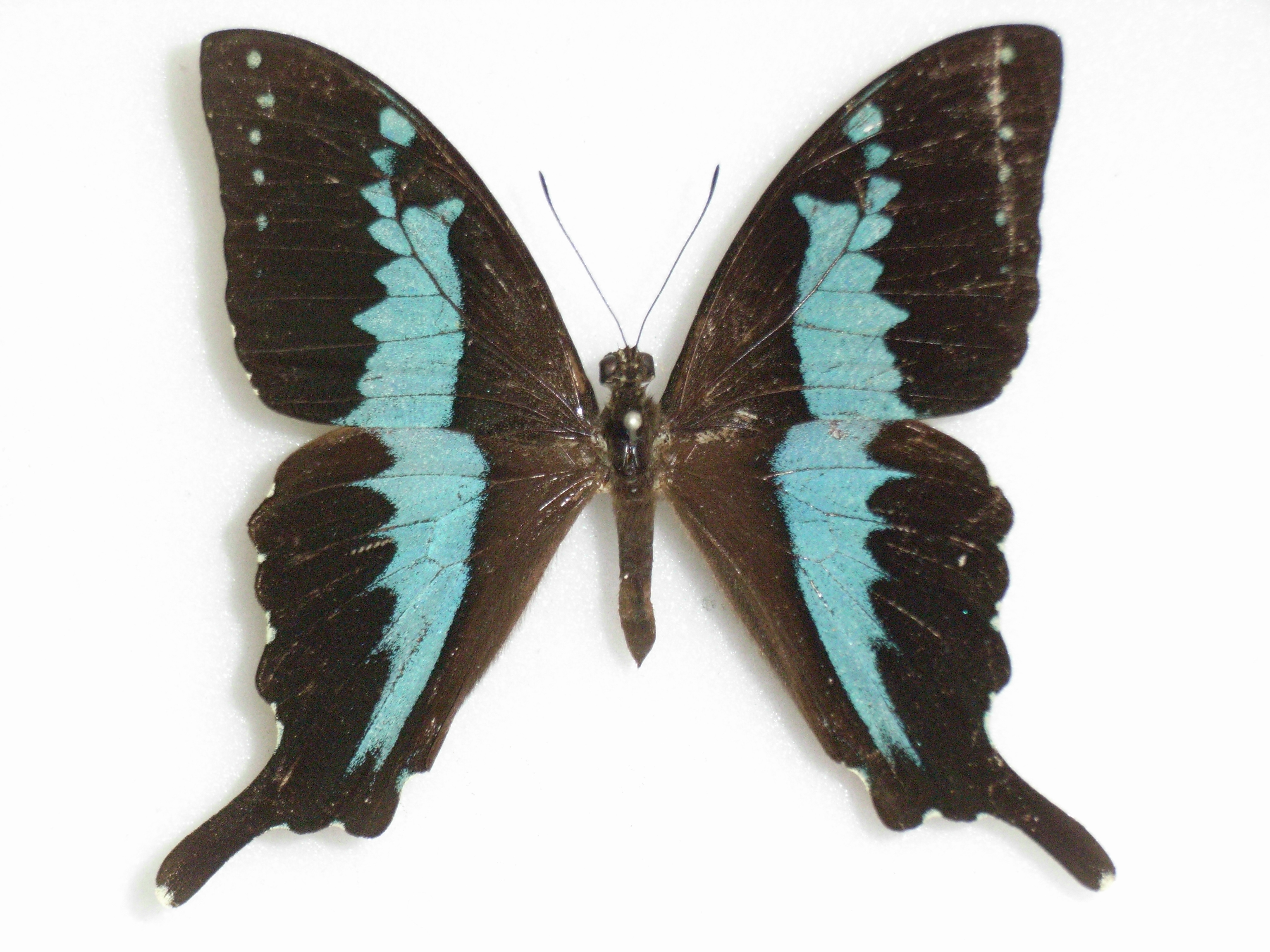